# Louis Wade Sullivan
Louis Wade Sullivan, född 3 november 1933 i Atlanta, Georgia, USA, är en amerikansk republikansk politiker.
Sullivan är uppvuxen i rurala Blakely, Georgia. Fadern var begravningsentreprenör och modern lärare. Föräldrarna skickade honom och brodern Walter till släktingarna i Atlanta, var det fanns bättre skolor. Han avlade sin grundexamen vid Morehouse College och läkarexamen vid Boston University Medical School. Han gifte sig 1955 med Eve Williamson och paret fick tre barn.
Han var 1978 med om att grunda Morehouse School of Medicine, den medicinska fakulteten vid Morehouse College. Han utnämndes till fakultetens dekanus.
Han tjänstgjorde som USA:s hälsominister under president George H.W. Bush 1989-1993.